# 明史稿
明史稿可以是下例书籍：
萬斯同：《明史稿（萬斯同）》
王鸿绪：《明史稿（王鸿绪）》